# Мост на дружбата (Парагвай - Бразилия)
Вижте пояснителната страница за други значения на Мост на дружбата.
Колосалният труд върху Моста на дружбата, свързващ градовете Фоз до Игуасу (Бразилия) и Сиудад дел Есте (Парагвай), завършва през 1962 г. и тържественото откриване на моста се състои на 27 март 1965 г.
Проектът е финансиран и изпълнен от правителството на Федеративна Република Бразилия.
Цялата дължина на моста е 552,4 м, а между основните арки – 303 м.
Мостът е особено важен за развитието на двата града. Ежедневно през моста преминават хиляди търговци и производители на дребно, които се изхранват благодарение на тази „международна“ търговия.
Приключването на строителството на този мост дава тласък на развитието на бразилската магистрална пътна мрежа, която е втората по големина в света.